# Conferenza mondiale sulle donne
Le conferenze mondiali sulle donne si sono svolte a Città del Messico (1975), Copenaghen (1980), Nairobi (1985), Pechino (1995), New York (2005) e Milano (2015). 
Convocate dalle Nazioni Unite negli ultimi decenni, queste conferenze sono al centro dell'agenda globale per l'uguaglianza tra uomo e donna, attraverso l'individuazione di obiettivi comuni e l'adozione di un piano d'azione per il progresso della condizione femminile. Alla fondazione delle Nazioni Unite, nel 1945 solo in 30 paesi (sui 51 fondatori) le donne godevano del diritto elettorato attivo e passivo. Lo Statuto delle Nazioni Unite ebbe il merito di riferirsi agli "uguali diritti di uomini e donne" nel momento in cui si sanciva la "fede (dell'Organizzazione) nei diritti umani fondamentali" e la "dignità e il valore della persona umana". Prima dello Statuto nessun documento aveva sostenuto con tale forza l'uguaglianza tra gli esseri umani e individuato esplicitamente il sesso come elemento discriminatorio. Nei primi decenni gli sforzi delle Nazioni Unite in difesa delle donne sono stati rivolti precipuamente alla codifica dei diritti civili e legali delle donne, e sulla raccolta dei dati relativi alla condizione delle donne nel mondo. La lotta per l'uguaglianza è entrata nella seconda fase con la convocazione delle conferenze mondiali da parte dell'ONU; l'obiettivo era quello di sviluppare una strategia globale per garantire i diritti alle donne.

## Città del Messico 1975
Questa Conferenza, intervenuta nel Decennio delle Nazioni Unite per le Donne (1976-1985), apre la riflessione globale sull'uguaglianza dei sessi. L'Assemblea Generale individua tre obiettivi che dovevano rappresentare la base del futuro lavoro delle Nazioni Unite in difesa delle donne:
1. La piena uguaglianza fra i sessi ed eliminazione delle discriminazioni sessuali
2. L'integrazione e la piena partecipazione delle donne allo sviluppo
3. Un maggiore contributo delle donne nel rafforzamento della pace mondiale.

La Conferenza adotta il Piano d’Azione Mondiale, un documento che indicava alla comunità internazionale e ai governi le linee-guida che avrebbero dovuto seguire nei successivi dieci anni per perseguire i tre obiettivi fondamentali, stabilendo in primis degli obiettivi minimi, da raggiungere entro il 1980, al fine di garantire l'uguaglianza nell'accesso delle donne a risorse quali istruzione, opportunità di impiego, partecipazione politica, servizi sanitari, abitazione, nutrizione e pianificazione familiare. 
La Conferenza sollecita altresì i governi a formulare delle strategie nazionali. All'interno del sistema delle Nazioni Unite, nasce, sempre in occasione della medesima conferenza l'Istituto Internazionale per la Ricerca e la Formazione per il Progresso delle Donne (International Research and Training Institute for the Advancement of Women – INSTRAW) e del Fondo delle Nazioni Unite per lo Sviluppo Femminile (United Nations Development Fund for Women –UNIFEM) per garantire la cornice istituzionale per la ricerca, la formazione e le attività operative nell'area delle donne e dello sviluppo.

## Copenaghen 1980
La seconda conferenza mondiale sulle donne, si occupa di valutare i risultati del Piano d'Azione Mondiale del 1975. Un passaggio rilevante era stata l'adozione, nel 1979, della Convenzione sull'Eliminazione di Tutte le Forme di Discriminazione nei confronti delle Donne, ad opera dell'Assemblea Generale; definita come "la carta dei diritti femminili", al momento è vincolante in 165 Stati, obbligati a riferire periodicamente sulle misure adottate per raggiungere le finalità previste dalla Convenzione. Nonostante i progressi compiuti, la Conferenza di Copenaghen riconosce la stridente discrasia tra i diritti garantiti alle donne in linea astratta e la loro reale possibilità di esercitarli. Per affrontare questo problema, la Conferenza identificò tre aree nelle quali erano necessarie delle azioni mirate per ottemperare agli impegni assunti con la Conferenza del 1975: un accesso paritario all'istruzione, alle opportunità lavorative e a servizi di assistenza sanitaria adeguati.
La Conferenza si chiude con l'adozione di un nuovo Programma di Azione, individuando gli ostacoli all'esercizio dei diritti da parte delle donne:
1. La mancanza di un sufficiente coinvolgimento da parte degli uomini, nel migliorare il ruolo delle donne nella società;
2. Una insufficiente volontà politica;
3. Il mancato riconoscimento del valore dei contributi femminili alla società;
4. La mancanza di attenzione, in fase di pianificazione, alle particolari esigenze delle donne;
5. Una scarsità di donne nelle posizioni elevate ai fini del processo decisionale;
6. L'insufficienza dei servizi necessari a supportare il ruolo delle donne nella vita nazionale, quali cooperative, centri per l'assistenza quotidiana e facilitazioni creditizie;
7. La generale scarsità delle risorse finanziarie necessarie;
8. La mancanza di consapevolezza fra le donne circa le opportunità che erano a loro disposizione.

## Nairobi 1985
Si ritiene che con questa Conferenza nasca il femminismo globale. Il movimento delle donne, frammentato ai tempi della Conferenza del 1975 per le differenze economiche e politiche, si presentava una forza globale sotto il vessillo dei tre obiettivi dell'uguaglianza, dello sviluppo e della pace.
I dati raccolti dalle Nazioni Unite mettono in evidenza che solo una piccola minoranza delle donne ha potuto effettivamente beneficiare dei miglioramenti intervenuti nella situazione femminile: gli obiettivi prefissati per la seconda metà del Decennio delle Nazioni Unite per le Donne, non erano stati raggiunti.
Le strategie orientate per l'Anno 2000 di Nairobi, indicano la via per una maggiore tutela della donna. In quest'ottica la partecipazione femminile all'assunzione di decisioni e alla gestione di tutti gli affari umani era da considerarsi non soltanto un diritto ma anche una necessità sociale e politica che avrebbe dovuto essere incorporata in tutte le istituzioni della società. In particolare con questo documento si raccomanda l'adozione di una serie di misure per raggiungere l'uguaglianza a livello nazionale. A questo scopo i governi dovevano individuare le priorità, sulla base di tre categorie fondamentali:
1. Azioni costituzionali e legali;
2. Uguaglianza nella partecipazione sociale;
3. Uguaglianza nella partecipazione politica e nell'assunzione delle decisioni.

La Conferenza di Nairobi ha nettamente cambiato l'approccio alla questione del progresso femminile: l'uguaglianza delle donne, non è più considerata una questione isolata, ma collegata ad ogni sfera dell'attività umana. Perciò le donne vanno coinvolte nell'affrontare tutte le problematiche, non solo quelle femminili per raggiungere gli obiettivi stabiliti dalle Conferenze mondiali.

## Pechino 1995
La Conferenza di Pechino ha affermato la necessità di spostare l'accento sul concetto di sesso, sottolineando come le relazioni uomo-donna all'interno della società, dovessero essere riconsiderate, mettendo le donne su un piano di parità con l'uomo in tutti gli aspetti dell'esistenza. Oltre a ciò, in questa occasione si ribadisce che i diritti delle donne sono diritti umani nel significato più pieno del termine.
La conferenza ha altresì introdotto i principi di empowerment e mainstreaming, affermando come valore universale il principio delle pari opportunità tra i generi e della non discriminazione delle donne in ogni settore della vita, pubblica e privata.
La Conferenza si è concretata nell'adozione della nuova Piattaforma di Azione di Pechino, che individua dodici aree di crisi che vengono viste come i principali ostacoli al miglioramento della condizione femminile:
1. Donne e povertà
2. Istruzione e formazione delle donne
3. Donne e salute
4. La violenza contro le donne
5. Donne e conflitti armati
6. Donne ed economia

1. Donne, potere e processi decisionali
2. Meccanismi istituzionali per favorire il progresso delle donne
3. Diritti fondamentali delle donne
4. Donne e media
5. Donne e ambiente
6. Le bambine

Con l'adozione di questa nuova piattaforma i governi si sono impegnati a tenere conto della dimensione sessuale in tutte le loro decisioni e strategie: ex ante dovrebbe sempre essere svolta un'analisi degli effetti che essi avranno su uomini e donne, e sulle loro necessità.

## New York 2005
Un centinaio di delegazioni governative, ottanta ministri per le pari opportunità di ogni parte del mondo e migliaia di attivisti e rappresentanti di organizzazioni non governative hanno preso parte alla Conferenza, denominata “Pechino+10". Obiettivo del vertice era di verificare quali traguardi siano stati raggiunti, negli ultimi dieci anni, proprio in ordine agli obiettivi strategici delle dodici aree critiche individuate dalla Piattaforma di Pechino.
Sette le priorità indicate:
1. diritto all'istruzione
2. diritto alla salute e a una procreazione sicura e assistita
3. diritto al tempo
4. diritto alla proprietà e all'eredità
5. diritto al lavoro
6. diritto alla rappresentanza politica
7. protezione contro ogni forma di violenza

Dai dati comunicati emerge che molti obiettivi fissati nell'ambiziosa Piattaforma di Pechino non sono ancora stati raggiunti. Tuttavia viene ribadita come forte e durevole volontà degli Stati Membri in questa prospettiva.